# Cuerda Viva
Cuerda Viva es un programa televisivo transmitido por la Televisión Cubana. Las preferencias musicales suelen estar influenciadas por la promoción y la difusión. Por eso la importancia de un espacio televisivo como Cuerda Viva, donde el público puede encontrar otra vía para conocer el talento de jóvenes que, aunque no cultivan la música tradicional dejan bien claro que está facturada por cubanos.
El programa, que fue creado en 2003, abrió una puerta a la llamada Música Cubana Alternativa. Con el rock, rap, pop, rock and roll, y hasta el flamenco, se evidencia la heterogeneidad de su propuesta.
En 2005 se crea el Festival Cuerda Viva, se celebra en el mes de marzo en Ciudad de La Habana, el cual consiste en una serie de actividades y eventos como conciertos de las más importantes bandas de todo el país y bandas extranjeras invitadas. Al final del festival se premian los mejores grupos en las diferentes categorías.
En 2008 se celebró la primera edición de El Rock más Largo, un mega concierto en el Salón Rosado de La Tropical, de 24 horas ininterrumpidas de duración, en el cual participaron más de 40 bandas de toda la isla y algunas bandas extranjeras como Mancha de Rolando.